# محطة شيرويشي زاو
محطة شيرويشي-زاو (باليابانية: 白石蔵王駅) (بالإنجليزية: Shiroishi-Zaō Station) هي محطة قطار تقع في مدينة شيرويشي في محافظة مياغي باليابان. تُشغّل المحطة من قبل شركة سكك حديد شرق اليابان (JR East)، وتخدم خط توهوكو شينكانسن.

## الخطوط
تخدم محطة شيرويشي-زاو بواسطة خط توهوكو شينكانسن الذي يمتد بين محطة طوكيو ومحطة شين-أوماغاري ومحطة شين-أوموري، وتقع على بعد 306.8 كيلومترًا من نقطة البداية في طوكيو.

## تصميم المحطة
تضم المحطة:
- رصيفين جانبيين يخدمان مسارين.

- مبنى المحطة يحتوي على مكاتب التذاكر وأجهزة بيع آلية.

- المحطة غير مأهولة بشكل دائم.

## التاريخ
افتتحت محطة شيرويشي-زاو في 23 يونيو 1982، كجزء من توسعة خط توهوكو شينكانسن.

## محيط المحطة
- مبنى بلدية شيرويشي

- قلعة شيرويشي

- عدة فنادق ومنشآت لخدمة المسافرين